# Nguyễn Thanh Vân
Nguyễn Thanh Vân (1943 – 2015), là nhà Toán học, giáo sư toán tại đại học Toulouse, Pháp. Ông là một người có uy tín trong cộng đồng người Việt tại thành phố này từ những năm 1960, khi ông từ Sài Gòn sang du học tại đây. Ông cũng là một người có nhiều đóng góp quý báu cho sự phát triển của Toán học Việt Nam, giúp đỡ các nhà toán học trẻ trong nước có cơ hội giao lưu, nghiên cứu tại Pháp.

## Thân thế và sự nghiệp
Ông sinh năm 1943. Lớn lên, ông từ Sài Gòn sang Pháp du học tại Đai học Toulouse.
Ông làm luận án Tiến sĩ Toán tại Đại học Paris VI với giáo sư Michel Hervé và nhận bằng khi mới khoảng 25 tuổi. Ngay sau đó, Ông trở lại Đại học Toulouse và được tuyển làm giáo sư  khi mới 26 tuổi.
Ông bảo vệ luận án tiến sĩ khoa học ngành Toán tại Đại học Paris VI năm 1970. Ông trở về Toulouse và làm giáo sư ở đó tới khi về hưu với danh hiệu "giáo sư ưu tú" (tạm dịch từ "professeur émérite" – một chức danh được trao cho các giáo sư đại học có nguyện vọng và thực sự tiếp tục nghiên cứu khoa học sau khi chính thức về hưu, người được nhận chức danh này không còn nhiệm vụ giảng dạy hoặc hành chính đối với đại học, nhưng tiếp tục được hưởng các phương tiện nghiên cứu khoa học, được quyền hướng dẫn nghiên cứu sinh...). Ông là người có công lớn góp phần xây dựng nên Khoa Toán của Đại học Toulouse hôm nay.
Năm 2008, đồng nghiệp và học trò ông có tổ chức một Hội nghị khoa học vinh danh GS. Nguyễn Thanh Vân (Conference en honneur du professeur Nguyen Thanh Van) với chủ đề: Analyse Complexe et Applications, là lĩnh vực nghiên cứu suốt đời của anh.
Bạn bè ở Toulouse còn biết tới ông như một người mê thơ, rượu và thích chơi golf.
Ông từ trần vào lúc 14h ngày 26 tháng 1 năm 2015 tại nhà riêng (Trà Vinh), hưởng thọ 71 tuổi, sau một cơn bạo bệnh.

## Đóng góp cho Toán học Việt Nam
Ngoài nghiên cứu, Nguyễn Thanh Vân đã tích cực đóng góp cho toán học Việt Nam: Năm 1996, anh đã cùng với các đồng nghiệp Frédéric Pham (Nice), Jean-Pierre Ramis (Toulouse), Bernard Malgrange (Grenoble), Hà Huy Khoái và Đinh Dũng (Hà Nội) khởi xướng chương trình Formath Vietnam, với mục tiêu bắc cầu giữa các nhà toán học Pháp và Việt Nam, giúp đỡ các nhà toán học trẻ Việt Nam. Formath Vietnam đã được Trung tâm Nghiên cứu Khoa học Pháp (CNRS) tích cực hỗ trợ dưới hình thức tài trợ cho nhiều Dự án hợp tác quốc tế PICS-CNRS (Projet International de Coopération Scientifique), lần lượt do các đại học Nice, Toulouse, rồi Paris 13 làm đầu tàu. Chương trình này từ năm 2011 được chuyển thành một LIA, tức Phòng thí nghiệm liên kết quốc tế (Laboratoire International Asssocié), thuộc CNRS, đặt tại Đại học Paris 13.
Các công trình toán học của ông được một đồng nghiệp, GS Christer O. Kiselman giới thiệu trong bài viết Les Mathématiques de Nguyen Thanh Van, đăng trên tạp chí Annales de la Faculté des sciences de Toulouse, XX, n° spéciale 2011, p. 19-32. Đây chính là Kỷ yếu của Hội nghị vinh danh Nguyễn Thanh Vân năm anh 65 tuổi (2008). Bài viết cũng liệt kê một danh sách 27 luận án của các nhà toán học Việt Nam được tiến hành và bảo vệ ở Pháp dưới sự bảo trợ của Formath. từ năm thành lập (1996) tới 2010. Nhiều người trong số những tiến sĩ này đã thành danh trong làng Toán.
Tác giả của nhiều bài nghiên cứu trong các tạp chí toán quốc tế, Nguyễn Thanh Vân cũng đã viết một cuốn sách toán bằng tiếng Việt với Tiến sĩ Nguyễn Văn Đông, một đồng nghiệp ở Tp. Hồ Chí Minh, cuốn Giải tích phức cho sinh viên đại học.